# NGC 3394
NGC 3394 is een spiraalvormig sterrenstelsel in het sterrenbeeld Grote Beer. Het hemelobject werd op 3 april 1791 ontdekt door de Duits-Britse astronoom William Herschel.

## Synoniemen
- UGC 5937
- MCG 11-13-41
- ZWG 313.36
- IRAS10473+6559
- PGC 32495